# Kenneth I de Escocia
Cináed mac Ailpín (después del 800-13 de febrero de 858) (anglificado como Kenneth MacAlpin) fue rey de los pictos y, siguiendo los mitos nacionales, el primer rey de Escocia. El legado indiscutible de Cináed fue el producir una dinastía de dirigentes que se proclamaban descendientes suyos. Si bien no puede serle dado el título de padre de Escocia, sí fue el fundador de la dinastía que gobernó el país durante casi todo el periodo medieval. 

## Autenticidad de la historia
El Cináed legendario, conquistador de los pictos y fundador del Reino de Alba, nació en los siglos posteriores a la muerte del auténtico Cináed. Ya en el reinado de Cináed mac Máil Coluim, cuando fue compilada la Crónica de los reyes de Alba, se escribe:

Así que Kinadius, hijo de Alpinus, primero de los escoceses, gobernó prósperamente esta tierra de Pictos durante 16 años. La Tierra de los Pictos (Pictland) obtenía su nombre de los Pictos, a los que, como hemos dicho, Kinadius destruyó. ... Dos años antes de venir a la Tierra de los Pictos, había recibido el reino de Dál Riata.

Kenneth se convirtió en rey de Galloway en 834, de Dál Riata en 841, y de los pictos en 843/4, por lo tanto, fue el primer unificador de los reinos gaélicos de Alba. Hacia 846 fue prácticamente considerado rey de toda Escocia, pero no hay registros contemporáneos sobre su coronación. 